# Saade Vol. 2
Saade Vol. 2 è il terzo album del cantante svedese Eric Saade. È stato pubblicato il 30 novembre 2011 dalla Roxy Recordings come proseguimento dell'album precedente, Saade Vol. 1.

## Aspetti generali
Riguardo all'album, Eric Saade ha detto: «Non voglio sprecare troppe canzoni su un solo album, così ho deciso di dividere il mio album SAADE in due parti. Abbiamo lavorato notte e giorno con le canzoni, per trovare il ritmo giusto, ecc. Mi sono solo sentito in vena di scrivere, così dovevo pubblicare due parti distinte a causa di tutte queste canzoni».
Inoltre, nelle settimane precedenti all'uscita dell'album, Eric Saade ha inviato l'album al team di Scandipop.co.uk, che ogni giorno ha pubblicato un video di un minuto con la traccia.

## Tracce[6]
- Roxy Recordings (UNI-ROXYCD -42)

1. Sky Falls Down (feat. J-Son) – 3:30 (Jason Gill, Saade, Julimar Santos)
2. Rocket Science – 3:29 (Salem Al Fakir, Jason Gill, Saade, Julimar Santos)
3. Hotter Than Fire (feat. Dev) – 3:21 (Jason Gill, Saade, Julimar Santos, Devin Star Tailes)
4. Love is Calling – 4:05 (Robin Fredriksson, Jason Gill, Mattias Larsson, Saade)
5. Crashed on the Dancefloor – 3:36 (Daniel Davidsen, Jason Gill, Cutfather, Saade, Julimar Santos)
6. Explosive Love – 3:22 (Jason Gill, Saade, Ilya Salmanzadeh, Julimar Santos)
7. Backseat – 3:32 (Daniel Davidsen, Jason Gill, Mich "Cutfather" Hansen, Saade, Julimar Santos)
8. Feel Alive – 4:20 (Daniel Davidsen, Jason Gill, Mich "Cutfather" Hansen, Saade, Julimar Santos)
9. Fingerprints – 3:40 (Robin Fredriksson, Jason Gill, Mattias Larsson, Saade)
10. Without You I’m Nothing – 5:50 (Jason Gill, Saade, Julimar Santos)

## Classifiche
| Classifica                 | Posizione raggiunta |
| -------------------------- | ------------------- |
| Finlandia (IFPI)           | 46                  |
| Svezia (Sverigetopplistan) | 1                   |

## Date di pubblicazione
| Nazione | Data             | Formato              | Etichetta       |
| ------- | ---------------- | -------------------- | --------------- |
| Svezia  | 30 novembre 2011 | CD, Digital Download | Roxy Recordings |
| Europa  | 30 novembre 2011 | Import               | Universal Music |